# 305 mm działo kolejowe TM-3-12
305 mm działo kolejowe TM-3-12 (ros. 305-мм железнодорожная установка ТМ-3-12) – radzieckie działo kolejowe kalibru 305 mm.
Skrót TM-3-12 oznaczał транспортер морской типа 3 калибра 12 дюймов, czyli „transporter morskiej [armaty] typu 3 kalibru [działa] 12 cali”. Działa te konstrukcyjnie wywodziły się z wcześniejszych systemów TM-1-14 i TM-2-12, wykorzystujących armaty kalibru odpowiednio 356 mm (14 cali) i 305 mm (12 cali). Różniły się głównie wykorzystanymi armatami, kalibru 305 mm i długości lufy 52 kalibrów, zbudowanymi w 1911 w Zakładach Obuchowskich dla drednota „Impieratrica Marija”, który w 1916 zatonął na redzie Sewastopola po wybuchu komór prochowych. Dla przyspieszenia konstrukcji wykorzystano, po naprawach, większość oryginalnych podzespołów (jak zamki, mechanizmy podniesienia itp.), które mimo tego, że przeleżały na dnie morskim 16 lat, okazały się sprawne. Wykorzystano także wiele agregatów pomocniczych jak zbiorniki sprężonego powietrza, silniki elektryczne (po przezwojeniu) itp.
Działa TM-3-12 zostały zamówione w 1936 roku, a ich produkcję powierzono zakładom im. André Marty w Mikołajowie. Pierwszy zestaw dostarczono w czerwcu, a drugi w grudniu 1938; trzeci oddano w styczniu 1939 roku. Każdy kosztował 1,33 mln rubli. Stworzono z nich 9. samodzielną baterię artylerii kolejowej, składającej się z pięciu składów kolejowych: trzech bojowych, ruchomej bazy i obrony przeciwlotniczej. Każdy eszelon bojowy składał się parowozu serii M, lawety działa, opancerzonych wagonów amunicyjnych (skład pocisków – 44 sztuki i skład ładunków miotających – 88 ładunki połówkowe), wagonów kontroli ognia, dla załogi, kuchni, składu i siłowni (łącznie 13 wagonów); w skład 1. eszelonu wchodziły jeszcze wagon sztabowy, reflektor, centralny wagon dowodzenia i inne (18 wagonów). Baza obejmowała dodatkowe drezyny (w tym pancerną, uzbrojoną) wagony amunicyjne, siłownie, wagony dla załogi, zbiorniki wody i oleju, warsztat, ambulatorium i klub. Łącznie bateria miała 110 pojazdów szynowych i 459 ludzi, w tym 33 oficerów. Bezpośrednią obsługę każdego działa stanowiło 50 żołnierzy, do tego dochodził sztab, oddział przeciwlotniczy z trzema poczwórnymi karabinami maszynowymi Maxima, oddział osłony (58 ludzi, z 8 ckm-ami i 4 rkm-ami) i służby pomocnicze (oddział meteorologiczny, obsługa reflektorów, ambulatorium itp.).
Działa używały oryginalnych pocisków wz. 1911, o masie 470,9 kg i długości 152,4 cm, lub nowszych burzących, dalekosiężnych wz. 1928. Pierwszy pocisk miał prędkość wylotową 762,5 m/s i donośność 28,6 km, drugi, odpowiednio, 950 m/s i 44 km. Do miotania używano dwóch ładunków prochowych o wadze 147,5 kg i długości 101 cm. Na wyposażeniu baterii znajdowało się 200 pocisków na lufę, w tym 50 przeciwpancernych, a reszta burzących. Żywotność lufy szacowano na 250 wystrzałów.
Ponieważ działa nie miały możliwości zmiany kąta ostrzału w poziomie, do naprowadzania na cel stosowano dwa sposoby. Jeden polegał na przetaczaniu po łuku toru kolejowego (specjalnie zbudowanego lub istniejącego); za względu na mniejszą precyzję i szybkość naprowadzania nadawał się on jedynie do ostrzału celów lądowych. Ogień do szybko przemieszczających się celów morskich prowadzono z uprzednio przygotowanych stacjonarnych stanowisk ogniowych. Były to żelazobetonowe platformy o rozmiarach 16 na 16 m, grube na 3 m, w centrum których umieszczona była płyta stalowa o średnicy 13 m i grubości 300 mm. W jej środku znajdował się dwumetrowej średnicy stalowy węzeł mocujący. Pociąg wjeżdżał na platformę, a następnie laweta działa była opuszczana i mocowana na węźle, który stawał się dla niej osią obrotu i umożliwiał szybką zmianę kąta ostrzału w zakresie 360°. Platformy takie budowano na wybrzeżu Bałtyku, m.in. w forcie Krasnaja Gorka, na półwyspach Hanko i Kurgalskim.
Do dzisiaj przetrwały trzy działa tego typu. Znajdują się one w muzeum sprzętu kolejowego w Petersburgu, Muzeum Wielkiej Wojny Ojczyźnianej w Moskwie i forcie Krasnaja Gorka.